# Tramlijn 35 (Brussel)
Tram 35 is een tramlijn uitgebaat door de Brusselse vervoersmaatschappij MIVB, die sinds 11 maart 2025 rijdt tussen de tramhalte Esplanade en de tramhalte Docks Bruxsel. De kenkleur van deze lijn is donkerblauw.
De lijn neemt een deel het traject over van de voormalige lijn 3 die stopte op 22 september 2024, en waarvan het hele traject vanaf 23 september 2024 door de toen nieuwe lijn 35 en de eveneens nieuwe lijn 10 werd overgenomen. Alleen reeds lijn 10 verder door dan de voormalige lijn 3 langs een volledig nieuw tracé met een lengte van 5,5 km nieuwe sporen en tien bijkomende tramhaltes waarmee Neder-Over-Heembeek wordt ontsloten en een rechtstreekse tramverbinding krijgt met het centrum van Brussel.
Lijn 35 bediende dus initieel het traject tussen de haltes Esplanade in Laken en Weldoeners in Schaarbeek, en voedde in Heembeek lijn 10 waarop de reizigers konden overstappen.  Na vier maanden evalueerde de MIVB het tracé en merkte dat lijn 35 onderbenut werd, vooral waren er zeer lage reizigersaantallen tussen de halte Docks Bruxsel en het Schaarbeekse Weldoenersplein, een traject dat ook met hogere reizigersbenutting door lijn 7 wordt bediend.  Daarom werd het tracé van lijn 35 verkort, en bleef vanaf 11 maart 2025 enkel het tracé tussen de haltes Esplanade in Laken en Docks Bruxsel in Schaarbeek. De door deze trajectinkorting vrijgekomen tramstellen worden ingezet voor een versterking van lijn 62.
In de toekomst, mogelijk vanaf september 2025, wordt lijn 35 dan wel verlengd, vanaf Dockx Bruxsel door naar het station van Schaarbeek waar overstapmogelijkheden komen met tramlijn 92, maar ook met de treinen van het S-net.

## Traject
Het nieuwe tijdelijke traject van lijn 35 zoals geldig vanaf 11 maart 2025 
De lijn doet volgende haltes aan: Esplanade - De Wand - Araucaria - Braambosjes - Heembeek - Docks Bruxsel